# Псевдоним Бостонский Блэки
«Псевдоним Бостонский Блэки» (англ. Alias Boston Blackie) — детективный комедийный фильм режиссёра Лью Лэндерса, который вышел на экраны в 1942 году.
Это третий в серии из четырнадцати фильмов киноцикла студии Columbia Pictures с Честером Моррисом в роли Бостонского Блэки, исправившегося вора драгоценностей, который, несмотря на преследования со стороны полиции, помогает раскрывать преступления.
В этом фильме заключённый Джо Трилби (Ларри Паркс), проведя в тюрьме два года из 15 за ограбление ювелирного магазина, решает отомстить двум злодеям, подставившим его в этом преступлении. Во время рождественского шоу он раздевает клоуна и в его костюме сбегает из тюрьмы. Узнав об этом, Блэки со своим помощником Коротышкой (Джордж Э. Стоун) начинают розыски Джо, чтобы заставить того вернуться в тюрьму и бороться за свою невиновность законными средствами. После убийства одного из преступников Блэки удаётся устроить дело так, что второй преступник (Пол Фикс), убивший своего сообщника, в присутствии инспектора Фаррадея (Ричард Лейн) сознаётся в совершении ограбления и в том, что Джо был подставлен.
Критики в основном высоко оценили картину, особенно отметив напряженный сюжет с интересными и неожиданными поворотами, быстрый темп развития событий, много качественного юмора, а также отличную работу режиссёра и практически всех актёров.

## Сюжет
Бывший медвежатник Бостонский Блэки (Честер Моррис) постоянно оказывается в центре преступлений, которые вынужден расследовать, чтобы снять с себя подозрения. На этот раз Блэки вместе со своим другом и помощником Коротышкой (Джордж Э. Стоун) решает организовать рождественское представление для заключённых в тюрьме, где когда-то отбывал наказание. Когда Блэки приезжает за артистами из театра «Касл» во главе с клоуном Рогги Маккеем (Джордж Маккей), к нему подбегает танцовщица Ив Сандерс (Адель Мара) с просьбой взять её с собой. Рогги объясняет, что Джо Трилби (Ларри Паркс), брат Ив и бывший актёр их театра, сейчас отбывает срок в этой тюрьме за преступление, которого не совершал. Его подставили двое мелких преступников, и он провёл в тюрьме уже два года. Ив очень хочет увидеться с братом, однако по тюремным правилам ей положено лишь два посещения в месяц, и она их уже использовала. Тем не менее, Блэки соглашается взять Ив, полагая, что в толпе актёров охрана её не заметит. По дороге автобус с артистами останавливает инспектор Фаррадэй (Ричард Лейн), которому руководство поручило проследить, чтобы шоу в тюрьме прошло без инцидентов.
По приезде Блэки и Фаррадэя приветствует начальник тюрьмы (Бен Таггерт), который собрал в зале несколько сотен заключённых, ожидающих шоу. Начальник тюрьмы поручает двум заключённым, одним из них является Джо, позаботиться об артистах. Надзиратели и начальник тюрьмы узнают Ив, но понимают, что на этот раз она приехала выступить в шоу как артистка. Заметив это, Фаррадэй обвиняет Блэки в том, что он незаконно протащил Ив, но Блэки отвечает, что ему об этом ничего не известно. Под бурные аплодисменты объявляется, что ведущим вечера будет Бостонский Блэки. Пока Ив выступает на сцене, Джо приглашает Рогги в свою комнату, где, заперев дверь, достаёт пистолет. Джо требует, чтобы Рогги снял свой клоунский костюм, а затем связывает клоуна, надевает его костюм и накладывает клоунский грим. Джо говорит, что найдут Рогги только завтра утром во время сбора на завтрак. Тем временем Блэки объявляет номер Рогги, и Джо выходит на сцену. Ив догадывается, что это её брат. После окончания концерта артистов выпускают из тюрьмы, и Джо проходит мимо охраны, не узнанным в клоунском костюме.
В автобусе Ив пытается остановить Джо. Блэки, который тоже догадался о подмене, слышит их разговор, и чтобы избежать разоблачения со стороны Фаррадэя, меняет тему разговора, предлагая «Рогги» утром позавтракать вместе. По прибытии в театр Блэки убеждает Джо как можно скорее вернуться в тюрьму, чтобы не накрутить себе новый срок. В гримёрке Джо заходит в туалет и убегает через другую дверь. Блэки бросается за ним. Дежурный на входе в театр говорит, что Ив уехала сразу после приезда группы, а её адрес могут знать в круглосуточной прачечной напротив театра. Выдав себя за её друга, Блэки получает вещи Ив, на которых указан адрес доставки. В гостинице, где остановилась Ив, Блэки берёт у администратора ключ от её номера, объясняя, что отнесёт бельё сам. В номере Блэки видит Джо, убеждая его вернуться в тюрьму, так как в противном случае будет сурово наказан. В ответ Джо, угрожая оружием, требует, чтобы Блэки снял свою одежду. Джо заявляет, что этим вечером намеревается найти двух парней и разобраться с ними. Они обманом вовлекли его в ограбление, а затем бросили его на месте преступления, и позже даже не помогли с адвокатом. Блэки набрасывается на Джо, начинается драка, в которой Джо одерживает верх. Переодевшись в одежду и плащ Блэки и спрятав под шляпой лицо, Джо покидает гостиницу.
Вскоре появляется Ив, обнаруживая на полу раздетого до трусов, связанного Блэки. Не имея под рукой другого костюма, Блэки надевает клоунский наряд Рогги. Ив сообщает Блэки, что парней, на которых охотится Джо, зовут Дюк Бэнтон и Стив Каверони. Блэки хочет как можно скорее вернуть Джо в тюрьму, пока тот ничего не натворил. По пожарной лестнице он выбирается на улицу, после чего возвращается домой, где переодевается в нормальную одежду. Блэки просит Коротышку срочно связаться по телефону с известным торговцем крадеными драгоценностями Джамбо Мэдиганом (Сай Кендалл), и выяснить у него адрес Дюка Бентона. В этот момент, к Блэки заходят Фаррадэй и сержант Мэтьюз (Уолтер Сэнд), сообщая. что этим вечером из тюрьмы сбежал Джо Трилби, который добрался до города вместе с артистами на автобусе. Когда Блэки пытается сказать, что не имеет к этому никакого отношения, ничего не подозревающий Коротышка выносит в комнату клоунский костюм. Фаррадэй задерживает Блэки и Коротышку, оставляя их с Мэтьюзом, а сам осматривает помещение. Блэки ботинком настукивает Коротышке азбукой Морзе вопрос, и тот называет адрес Бентона. Затем, разоружив и заперев Мэтьюза, Блэки с Коротышкой убегают. Вскоре Фаррадэй выпускает сержанта, говоря, что знает, куда они направились, так как всё слышал и тоже знает азбуку Морзе. По дороге Блэки говорит Коротышке, что скорее всего копы разгадали уловку и уже ждут их в гостинице, но всё равно придётся рискнуть.
Блэки и Коротышка приходят к Дюку, обнаруживая, что тот убит. Вскоре появляется Джо с пистолетом, который, как выясняется, не знает, что Дюк уже убит. Блэки спрашивает его про Стива Каверони, однако Джо не знает, где его искать. Слышится звук полицейской сирены. Блэки прячет Джо под диван, обнаруживая на полу жетон таксиста. Ворвавшимся Фаррадэю, Мэтьюзу и копам Блэки показывает труп Дюка, которого они опознают как члена банды игроков из Саратоги. На суде Джо утверждал, что Дюк подставил его. Прибывший коронер говорит, что Дюка застрелили одним выстрелом приблизительно час назад. Пока Фаррадэй выходит поговорить с коронером, Блэки выпускает Джо из-под дивана. Санитары кладут на носилки тело, завёрнутое в простыню. Фаррадэй поручает Мэтьюзу догнать санитаров и обыскать карманы Дюка, однако прямо перед носом сержанта скорая помощь уезжает. Фаррадэй везёт Блэки и Коротышку в участок. По дороге Джо, который выдавал себя за убитого, сбегает из машины скорой помощи. По прибытии в морг санитары видят, что трупа нет, после чего, в крайнем удивлении едут обратно в поисках потерянного трупа.
У входа в полицейское управление Фаррадэй встречает доставленную полицией Ив, забирая для беседы и её. К инспектору также приходит Рогги Маккей, чтобы забрать свой концертный костюм. Пока в служебном гардеробе Рогги переодевается в свой костюм, туда заходит позвонить Блэки. Затем, человек в клоунском костюме выходит из участка. Обнаружив вскоре в гардеробе связанного человека с кляпом во рту, полицейские бросаются в погоню за клоуном, решив, что это Блэки. Тем временем Мэтьюз, сковав наручниками Коротышку и Ив, развязывает человека в гардеробе, полагая, что это Рогги. Однако оказывается, что это Блэки, который бросает Мэтьюза через плечо. Пока полиция преследует человека в клоунском костюме, который уехал на такси, Блэки связывает Мэтьюза и заматывает его голову полотенцем. Затем Блэки надевает на себя шинель и фуражку полицейского, и под видом конвоя выводит из здания Коротышку и Ив. У входа в участок группа молодых полицейских поздравляет Фаррадэя с задержанием Блэки. Воспользовавшись ситуацией, Блэки с Коротышкой и Ив садатся за их мотоцикл и уезжают. Полиция начинает преследование Блэки на улицах города, однако ему удаётся пересесть на машину скорой помощи и скрыться.
Затем они втроём пересаживаются в такси и едут к Джо, который находится на квартире у друга Блэки, миллионера Артура Мэнледера (Ллойд Корриган). Блэки решает раскрыть убийство Дюка Бентона, что, по его мнению, поможет снять обвинения с Джо. В газете Блэки видит объявление, что завтра будет объявлен победитель конкурса «Что такое любовь». Блэки звонит в таксомоторный парк, и, представившись организатором конкурса из газеты, выясняет по номеру жетона имя и фамилию водителя, а также номер его машины. После этого Блэки вместе с Ив направляется к Мэдигану, узнавая у него, что Стив Каверони обычно поджидает клиентов у театра Джейн Дрейк. Подъехав к этому месту, Блэки замечает Стива, и подсылает к нему Ив. Она садится в такси Стива и едет к гостинице «Уитни», а Блэки на другом такси едет вслед за ними. По прибытии Ив просит Стива занести её тяжёлый чемодан в холл гостиницы, а затем поднять его в номер. Пока Стив возится с чемоданом, в номер заходит Блэки с пистолетом в руке. Затем он незаметно вынимает у горничной ключ от номера Дюка, куда заводит Стива, показывая, где нашёл его жетон рядом с трупом Дюка.
Допросив санитаров, из машины которых пропал труп, Фаррадэй догадывается, что под видом убитого с места преступления скрылся кто-то другой, а труп Дюка по-прежнему находится где-то в гостинице «Уитни». Полицейские быстро выезжают на место, окружая гостиницу. Тем временем Блэки рассказывает Стиву, что, когда Дюк с деньгами от ограбления собрался бежать, Стив убил его. Подойдя к двери номера, Фаррадэй слышит, как Блэки допрашивает Стива, показывая ему труп Дюка, который был спрятан в складной кровати в шкафу. Стив сознаётся, что убил Дюка, который предал его и хотел бежать с деньгами. Стив рассказывает, что во время ограбления Дюк заставил сесть за руль машины Джо, которой даже не знал, что происходит. Когда началась стрельба, Дюк сбежал, а Джо остался на месте. Фаррадэй просит впустить его, и когда Блэки направляется к двери, Стив хватает Ив в качестве заложницы. В этот момент копы разбивают окно в номер, и, воспользовавшись ситуацией, Ив вырывается из рук Стива. Ему удаётся сбежать и выскочить из номера на улицу, В тот момент, когда Стив садится в своё такси, подоспевший Фаррадэй убивает его.
На рождественском вечере Джо поднимает тост за Блэки и Фаррадэя.

## В ролях
- Честер Моррис — Бостонский Блэки
- Адель Мара — Ив Сандерс
- Ричард Лейн — инспектор Фаррадей
- Джордж Э. Стоун — Коротышка
- Ллойд Корриган — Артур Мэнледер
- Уолтер Сэнд — детектив Мэтьюз
- Ларри Паркс — Джо Трилби
- Джордж Маккей — Рогги Маккей
- Сай Кендалл — Джамбо Мэдиган
- Пол Фикс — Стив Каверони
- Бен Таггарт — начальник тюрьмы

## Создатели фильма и исполнители главных ролей
За свою карьеру, охватившую период с 1934 по 1962 год, режиссёр Лью Лэндерс поставил 136 фильмов, в основном категории В, в том числе фильмы ужасов «Ворон» (1935), «Бугимен доберётся до тебя» (1942) и «Возвращение вампира» (1943), фильм нуар «Сила Свистуна» (1945), а также три фильма о Бостонском Блэки, среди которых «После полуночи с Бостонским Блэки» (1943) и «Бостонский Блэки в опасности» (1946).
В 1930 году Честер Моррис был номинирован на «Оскар» за главную роль в криминальном триллере «Алиби» (1929). В общей сложности за свою кинокарьеру, начавшуюся в немом кино и фактически завершившуюся в 1960 году, Моррис снялся в 83 фильмах. Наиболее заметными картинами с его участием стали криминальный триллер «Казённый дом» (1930), мелодрама «Развод» (1930), романтическая комедия «Женщина с рыжими волосами» (1932), вестерн «Три крёстных отца» (1936) и приключенческая мелодрама «Пятеро вернувшихся назад» (1939), а также 14 криминальных комедий про Бостонского Блэки 1941—1949 годов. В общей сложности Лэндерс и Моррис сделали вместе одиннадцать фильмов, среди которых приключенческий экшн «Небесный гигант» (1938) и криминальная мелодрама «Разгром рэкета» (1938).
Начав сниматься в 1941 году, Адель Мара сыграла в общей сложности в 60 фильмах, в том числе, у неё были главные и заметные роли в фильме нуар «Внутренний круг» (1946), приключенческом боевике «Найти „Красную ведьму“» (1948), военной драме «Пески Иводзимы» (1949), вестерне «След на Рок-Айленде» (1950) и фильме нуар «Считайте часы» (1953).

## История создания фильма
Это третья картина в киносериале студии Columbia Pictures о Бостонском Блэки.
Как написал историк кино Гленн Эриксон, «созданный автором Джеком Бойлом, Бостонский Блэки начинал в 1914 году как взломщик сейфов, употребляющий опиум, но к своему первому приключению в немом фильме в 1918 году он уже стал бывшим преступником, который раскрывает преступления». Как далее пишет Эриксон, «детективные комедии-мистерии были настолько популярны в 1940 году, что Columbia возродила франшизу, и Честер Моррис взял на себя эту роль, чему способствовали сценарии, которые давали ему постоянный запас острот».
Фильм находился в производстве с 6 января по 22 января 1942 года и вышел в прокат 2 апреля 1942 года.
Как отмечено в рецензии на сайте AllMovie, история фильма показалась студии достаточно хорошей, чтобы четыре года спустя выпустить ремейк под названием «Бостонский Блэки и закон» (1946) «с необычным гендерным поворотом и ещё большим количеством смеха, но и с большим количеством жертв».
В последующие семь лет вышло ещё одиннадцать полнометражных фильмов сериала про Бостонского Блэки, после чего он перешёл на радио, а затем превратился в телевизионный сериал с Кентом Тейлором в главной роли (1951—1953, 58 эпизодов).

## Оценка фильма критикой
Как отметил историк кино Гленн Эриксон, после выхода фильма на экраны «критики не были впечатлены его детективной историей, но получили удовольствие от остроумных шуток в сценарии Пола Явица и похвалили быструю режиссуру Лью Ландерса».
Рецензент сайта AllMovie дал фильму положительную оценку, отметив, что «на фоне значительного количества смеха, связанного с хитрыми уловками Блэки, мы получаем по-настоящему напряженную погоню и два последовательных побега. Первый происходит прямо с места убийства, окружённого полицией, а второй — из полицейского участка в удивительно умном, забавном и напряженном эпизоде (который, несмотря на свой юмор, предвосхищает кровавый побег из тюрьмы строгого режима в „Молчании ягнят“)». Как далее пишет автор, «актёрский состав включает Морриса в отличной форме, Адель Мару, выглядящую очень красивой и уязвимой, плюс энергичного молодого Ларри Паркса в роли человека в бегах, а также Сая Кендалла, Пола Фикса, Джорджа Маккея, Ллойда Корригана и Джорджа Э. Стоуна, каждый из которых делает то, что у него получается лучше всего». Вместе с тем, по мнению рецензента, «именно режиссер Лью Ландерс и сценарист Пол Явиц проделали лучшую работу из всех, двигая этот потрясающий детективный триллер в головокружительном темпе, причем последнее тем более поразительно, что всё действие разворачивается на протяжении 24-часовой временной дуги в канун Рождества».
По мнению историка кино Кима Ньюмана, «сильная сторона этого фильма заключается в том, что у отношений Блэки и инспектора Фаррадэя есть своя интересная предыстория, которая усложняет их и добавляет красок персонажам, и, кроме того, напряженный сюжет приобретает ещё большую увлекательность благодаря тому, что действие происходит на Рождество». Вместе с тем, по словам Ньюмана, «как и во многих фильмах категории В, всё решается слишком быстро, когда убийца застрелен при попытке к бегству,… а все преступления, совершённые Джо во время его мести, очевидно, прощены».
Современный историк кино Деннис Шварц невысоко оценил картину, написав, что «плодовитый, но заурядный режиссёр Лью Ландерс возится с этим слабым фильмом, которому мешает халтурный сценарий Пола Явица».